# Watership Down
Watership Down és una minisèrie de televisió animada dirigida per Noam Murro. Està basada en la novel·la del mateix nom de 1972 publicada per l'autor Richard Adams. Va ser estrenada el 22 de desembre de 2018 en la cadena BBC One al Regne Unit i el 23 de desembre de 2018 a nivell internacional en Netflix. El vídeo musical de " Fire on Fire " (de Watership Down ) de Sam Smith es va llançar el 21 de desembre de 2018.

## Veus
| Actor / Actriu original  | Nom original          |
| ------------------------ | --------------------- |
| James McAvoy             | Hazel                 |
| Nicholas Hoult           | Fiver                 |
| John Boyega              | Bigwig                |
| Ben Kingsley             | General Woundwort     |
| Tom Wilkinson            | Threarah              |
| Gemma Arterton           | Clover                |
| Peter Capaldi            | Kehaar                |
| Olivia Colman            | Strawberry            |
| Mackenzie Crook          | Hawkbit               |
| Anne-Marie Duff          | Hyzenthlay            |
| Taron Egerton            | El-Ahrairah           |
| Freddie Fox              | Capita Holly          |
| James Faulkner           | Frith                 |
| Lee Ingleby              | Capita Campion        |
| Miles Jupp               | Blackberry            |
| Daniel Kaluuya           | Bluebell              |
| Rory Kinnear             | Cowslip               |
| Craig Parkinson          | Sargent Sainfoin      |
| Rosamund Pike            | Conilla Negra de Inlé |
| Daniel Rigby             | Dandelion             |
| Jason Watkins            | Capita Orchis         |
| Adewale Akinnuoye-Agbaje | Capita Vervain        |
| Lorraine Bruce           | Esposa del granger    |
| Gemma Chan               | Dewdrop               |
| Lizzie Clark             | Haystack              |
| Rosie Day                | Thethuthinnang        |
| Henry Goodman            | Blackavar             |
| Peter Guinness           | Silverweed            |
| Murray McArthur          | Granger               |
| Sam Redford              | Home                  |
| Charlotte Spencer        | Nettle                |

## Sinopsi
Ambientada en el sud d'Anglaterra, la història se centra en les aventures d'un grup de conills. Encara que viuen en el seu entorn natural, són antropomorfs, posseeixen la seva pròpia cultura, idioma i mitologia. Els conills escapen de la destrucció del seu hàbitat i busquen un lloc per a establir una nova llar, trobant tot tipus de perills en el camí.

## Reconeixements
El drama va guanyar un premi Daytime Emmy al millor programa animat de classe especial. També va ser nominat als premis Emmy d'arts creatives diürnes per la seva destacada direcció, edició de so, mescla de so, disseny gràfic i direcció musical.